# Северозападна провинция
Северозападна провинция (на английски: North West, на африкаанс Noordwes) е провинция в северозападната част на Република Южна Африка (РЮА). На север граничи с Ботсвана, и с провинциите Северен Кейп, Фрайстат, Гаутенг, Лимпопо. Административен център е град Мафикенг.

## Население
3 394 200 (2007)

### Расов състав
- 91,5% – черни
- 6,7% – бели
- 1,6% – цветнокожи
- 0,3% – азиатци

### Езици
Говорими езици са: тсвана (65,4%), африкаанс (7,5%), кхоса (5,9%), сесото (5,7%) и други.